# 니코시아구

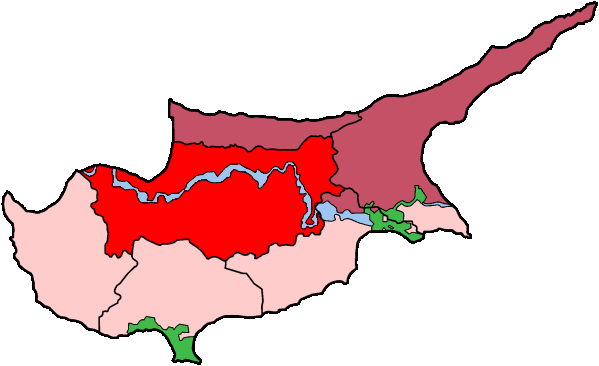
니코시아구

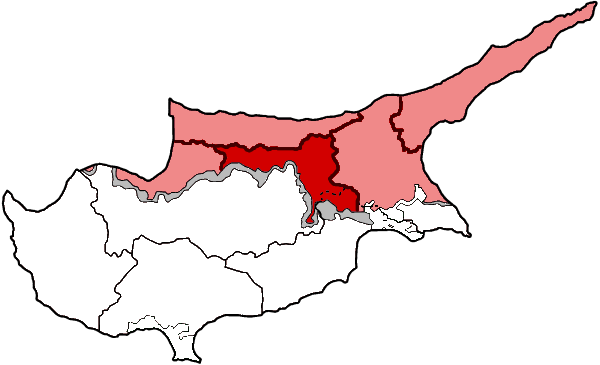
북키프로스가 관할하는 니코시아구

니코시아구(그리스어: Επαρχία Λευκωσίας, 튀르키예어: Lefkoşa Bölgesi)는 키프로스를 구성하는 6개 구 가운데 하나로 행정 중심지(수도)이다. 구 북부는 1974년 터키의 키프로스 침공 이후부터 북키프로스의 실질적인 지배 상태에 있다.